# 코라 제이드
코라 제이드(Cora Jade, 2001년 1월 14일 ~ )는 주로 미국 여자 프로레슬링선수다. 키는 170cm(5 ft 7 in)에다가 몸무게는 51kg(112 lb)나가는 엄청난 실력을 가지고 있다. 18세때 시작을 했다. 2018년 프로레슬링 입문으로 밝히는 바다. 그러나 피니쉬는 이백일 밤(다이빙 센턴), 이백일 드롭(다이빙 헤드벗 드롭), 다이빙 더블 풋 스톰프, 제이디드(더블 언더훅 DDT), 롤링 힐 킥, 스윙 스파인버스터로 사용을 한다. 본명은 브리에나 코다(Brianna Coda)라고 한다. 이전에는 인디단체 이름이 일레이나 블랙(Elayna Black)이라고 한다. 그러나 활약도 대단한 강력한 여자 프로레슬링선수다. 미국 일리노이 시카고에서 태어났다. 그리고 2025년 5월 2일 WWE의 방출 소식이 있다. 그래서 이름이 엘레이나 블랙(Elayna Black)으로 변경을 한다. 하지만 WWE 방출 후 아직은 근황이 안나오는 상태다. 진짜 안타깝다. 

## Professional wrestling highlights
- Finishing moves
  - 201 Bomb (Diving senton) - 2021-present
  - 201 Drop (Diving headbutt drop) - 2020-2021
  - Jaded (Double underhook DDT) - 2021-present
  - Moonsault - 2018-2020
  - Rolling heel kick - 2018-2020
  - Swinging spinebuster - 2020-2021
- Signature moves
  - Body slam
  - Corner shining wizard
  - Guillotine choke
  - Jumping front dropkick
  - Running back elbow smash
  - Springboard double foot stomp
  - Springboard hurricanra
  - Straight jacket
- Managed Wrestlers
  - Blake Christian
- Entrance themes
  - "She's So Dumb" by Dave Newton (WWE NXT; 2021-2022)
  - "Twisted Generation" by Def Rebel (WWE NXT; 2022)
  - "Generation of Jade" by Def Rebel (WWE NXT/TNA; 2022-2025)

## 수상
- 랭크드 넘버 65 오브 더 탑 250 피멜 레슬링 인 더 PWI 위민스 250 인 2023
- WWE NXT 월드 크루저웨이트 챔피언 (1회)
- WWE NXT 월드 위민스 태그팀 챔피언 (1회) - 록샌 페레즈